# داریو هانتر
داریو هانتر (انگلیسی: Dario Hunter؛ زادهٔ ۲۱ آوریل ۱۹۸۳) وکیل، ربی و سیاستمدار اهل ایالات متحده آمریکا است. او نخستین مسلمان‌زاده‌ای است که ربی شده‌است. 